# Дербенд
Дербенд (перс. دربند‎ — «закрытые ворота») — район на севере Тегерана, в составе 1-го муниципального округа (Шемиранат). Расположен севернее парка Саадабад у подножья горы Точал. Дербенд расположен на высоте 1700 метров над уровнем моря, это самый северный район Тегерана. Район вытянут с севера на юг на полтора километра вдоль одноимённой улицы. 
Развита туристическая инфраструктура. Район популярен среди горнолыжников, так как из Дербенда протянута канатная дорога на Точал и другие пики Эльбурса.